# Tranby
Tranby är en tätort och kyrkby i Liers kommun i Buskerud fylke i sydöstra Norge. Orten ligger vid fylkesväg 282, vid sidan av Europaväg 18, nordöst om kommunens centralort Lierbyen. Här finns Tranby kyrka.